# Милорадівська сільська рада
Милорадівська сільська рада — колишній орган місцевого самоврядування у Полтавському районі Полтавської області з центром у селі Милорадове.

## Населені пункти
Сільраді були підпорядковані населені пункти:
- c. Милорадове
- с. Борівське
- с. Глобівка
- с. Зайці Другі
- с. Ковжижа
- с. Лабурівка
- с. Матвіївка
- с. Назаренки
- с. Чоботарі